# 南非女性大遊行
南非女性大遊行是1956年8月9日發生在南非比勒陀利亞的一次遊行示威。此次遊行的目的是抗議在1952年为黑人女性颁布的種族隔離法，並向當時的總理約翰內斯·格哈杜斯·斯揣敦請願。

## 背景
此次遊行由反種族隔離組織南非婦女聯合會（Federation of South African Women，缩写FEDSAW）發起，它為包括ANC婦女聯盟在内的各種婦女組織發聲，以加強女權運動的聲音:890。该组织在1955年的人民代表大會上提交了“婦女需求（What Women Demand）”文件草案，內容涉及到如托兒、居住、教育、同工同酬，以及與男性在監護權、財產權、婚姻等方面的同等權利，为自由憲章的制定作出了贡献:890。而1956年，他們的焦點轉向抗議黑人婦女通行證的相關法律。

## 遊行
遊行於1956年8月9日舉行，估計有20,000名不同種族的女性聚集在比勒陀利亞:4。抗議在星期四舉行，也就是黑人家庭傭工休息的日子，以確保更多的女性參與:4。因為大型的團體會被南非政府禁止，所以當婦女以各種方式到達時，她們以兩三人一組的小組形式走到南非政府中心——聯合大廈，並在大樓的花園和圓形廣場會面:4。帶頭的人為：Lilian Ngoyi、Helen Joseph、Albertina Sisulu與索菲娅·威廉斯-代·布鲁云。
各種族代表提交14,000份聯署給南非總理:4。但總理不在這而無法親自接受請願，取而代之由他的秘書接受:4。
她們靜站沉默了整整30分鐘，然後唱了《天佑非洲》與被稱作女性自由之歌的《Wathint' abafazi, Strijdom!》:4。
wathint' abafazi,
wathint' imbokodo,
uza kufa!
（當）你打擊女性，
（就等於）你打擊了岩石，
你將會瓦解（你會完蛋）！——召集女性的呼聲

## 請願
南非婦女聯合會撰寫請願書，由印地安青年會印製:4。請願內容如下：:144
我們南非女性今日來到此處。我們南非女性非常清楚此法將如何影響我們的家園、我們的小孩；我們非南非的女性了解我們姊妹所遭受的。對我們而言，侮辱非洲女性，就是侮辱所有女性。
- 如果女性因通行證法而被逮捕，家庭會分崩離析。
- 婦女會因為警察執行通行證檢查時遭受羞辱。
- 女性會失去自由遷徙的權利。

我們，有投票權抑或無投票權之人，呼籲政府勿向女性發放通行證。我們不會激進抵抗，只要我們替我們的子女贏得自由、正義、安全。——向總理請願，1956年8月9日

## 紀念銅像
1999年成立了紀念銅像指導委員會，由一位參與遊行的退休軍人、一位總統辦公室成員、三位藝術家、一位設計師和一位策展人組成評審團:4。在茲瓦尼大學的比勒陀利亞理工學院舉辦為期七天的研討會，使活動公正公開透明，並讓弱勢藝術家也有機會參加比賽:4。活動收到60份參賽作品，獲勝者是Wilma Cruise與Marcus Holmes:4。
2000年8月9日，南非婦女節當天，銅像在比勒陀利亞聯合大廈的圓形廣場Malibongwe Embokodweni亮相，用於紀念1956年的遊行活動:1,4。銅像稱作「南非婦女銅像」，由南非的文化，科學和技術部（Department of Arts, Culture, Science and Technology, DACST）負責:1。
整個紀念物最終設計為：從圓形廣場的階梯前，立一支柱子，上面用金屬刻上請願書的關鍵詞:6，當爬上階梯時，會分別用十一種官方語言發出一個語音信息，「你打擊女性，（就等於）你打擊了岩石」 :6。到達前廳時，在中心位置可以看到一塊(磨玉米用的石臼)：一顆小的磨石在一顆大的磨石上:6。石頭下面是光滑的圓形青銅石，周圍是深銅八角形板:6。這些石頭象徵著婦女的勞動和養育。青銅板則象徵她們生活的土地:6。